# Station Saint-Clair-Les Roches
Station Saint-Clair-Les Roches is een spoorwegstation in de Franse gemeente Saint-Clair-du-Rhône.